# Nederlands Tweelingen Register
Het Nederlands Tweelingen Register (kortweg NTR) is in 1987 aan de Vrije Universiteit te Amsterdam opgericht om een bijdrage te leveren aan het wetenschappelijk onderzoek naar lichamelijke en geestelijke gezondheid. Onderzoek bij tweelingen, andere meerlingen en hun familieleden geeft namelijk inzicht in de mate waarin enerzijds de genen en anderzijds de omgeving van invloed zijn op de ontwikkeling van de hersenen, intelligentie, gedragsproblemen van kinderen, gezondheid en leefgewoonten, angst en depressie, persoonlijkheid en veroudering.

## Ontstaan tweelingenonderzoek in Nederland
In Nederland wordt sinds 1960 tweelingonderzoek gedaan bij groepen tweelingen. De Nederlandse Vereniging van Tweelingen (NVT) werd in 1959 opgericht en de eerste voorzitter, J. Bruins uit Deventer, zag de grote waarde van tweelingen voor het wetenschappelijk onderzoek.

## Ontstaan Nederlands Tweelingen Register
In 1987 werd aan de Vrije Universiteit in Amsterdam het Nederlands Tweelingen Register opgericht door Professoren Orlebeke en Boomsma ten behoeve van wetenschappelijk onderzoek. In het register staan een groot aantal gezinnen met jonge tweelingen ingeschreven. Sinds 1986 worden    tweelingen en hun gezinsleden ingeschreven die bereid zijn mee te werken aan wetenschappelijk onderzoek. Het Tweelingen Register doet onderzoek bij kinderen, jongeren, volwassen en ouderen. Inmiddels doet bijna de helft van alle pasgeboren Nederlandse tweelingen en hun ouders mee aan het onderzoek. Deze (jonge) tweelingen worden vanaf hun geboorte in hun ontwikkeling gevolgd. Ander belangrijk onderzoek van het NTR richt zich op de mentale en fysieke gezondheid en leefgewoonten van jongeren en volwassenen. 
In 2012 vierde het Nederlands Tweelingen Register haar 25-jarige bestaan.
| Aantal deelnemers in Februari 2019        | 0-11 jaar | 12-17 jaar | 18+ jaar | Totaal  |
| ----------------------------------------- | --------- | ---------- | -------- | ------- |
| Tweelingen/meerlingen                     | 31.738    | 26.336     | 64.578   | 122.652 |
| Broers/zussen van meerlingen              | 1.126     | 3.463      | 11.737   | 16.326  |
| Ouders van meerlingen                     | -         | -          | 97.839   | 97.839  |
| Partners van meerlingen                   | -         | -          | 3.470    | 3.470   |
| Kinderen van meerlingen                   | 655       | 491        | 1.616    | 2.762   |
| Kinderen van broers/zussen van meerlingen | 110       | 63         | 424      | 597     |
| Totaal                                    | 33.629    | 30.353     | 179.664  | 243.646 |

In 2010 stonden er ongeveer 7000 tweelingparen tussen de 15 en 70 jaar ingeschreven en 28.000 tweelingparen tussen 0 en 15 jaar. Medio april 2001 waren in totaal 23.002 jonge twee- of meerlingparen in het NTR geregistreerd. Begin 2019 staan rond de 250.000 personen ingeschreven die deel uitmaken van een meerlingfamilie. Bij de deelnemende tweelingen worden met behulp van vragenlijsten gegevens verzameld bij inschrijving (kort na de geboorte) op twee-, drie-, vijf-, zeven-, tien- en twaalfjarige leeftijd. Dit betreft zwangerschaps- en bevallingsgegevens, geboortegewicht- en lengte, groeicurve van de tweeling, borstvoeding, crèche, (probleem)gedraglijst, motorische ontwikkeling, medische gegevens, sociaaleconomische status van de ouders, en – bij subgroepen − intelligentie, aandacht en concentratievermogen, hersenpotentialen, reactiesnelheid, hartslag en hormonen. Daarnaast hebben er ook zo’n 20.000 leerkrachten van tweelingen meegedaan aan wetenschappelijk onderzoek.
Naast de jonge kinderen zijn in 1990, met medewerking van de Nederlandse gemeentebesturen, een groep van 5.126 adolescente en jongvolwassen tweelingen (geboren tussen 1970-1986) en hun broers en zussen opgenomen in het register. Deze groep doet mee aan (longitudinaal) onderzoek naar leefgewoonten (sportgedrag, roken, drinken), persoonlijkheid, gezondheid en hersenfuncties. Het NTR houdt contact met alle tweelingfamilies door hen jaarlijks een nieuwsbrief toe te sturen. Via deze Twinfo heeft het NTR ook contact gezocht met oudere tweelingen. Verouderingsonderzoek komt steeds meer in de belangstelling te staan. Genetische gevoeligheid speelt waarschijnlijk een rol bij zowel succesvol ouder worden als bij een aantal ouderdomsziekten. De groep oudere tweelingen wordt daarom een belangrijke uitbreiding van het NTR. Tot dusverre werden al meer dan 800 paren ouder dan 30 jaar (geboren tussen 1909-1971) ingeschreven.
Het doel van het NTR is te onderzoeken in welke mate erfelijke aanleg van invloed is op de persoonlijkheid, groei, ontwikkeling, ziekte en het risico van het oplopen van bepaalde ziekten. Het is niet zo dat tweelingen anders zijn dan eenlingen, maar uniek is dat met behulp van tweelingen nagegaan kan worden in welke mate verschillen tussen personen toegeschreven moeten worden aan erfelijke en aan omgevingsfactoren. Bijvoorbeeld: de ene persoon heeft een hoge bloeddruk en de ander een lage. Zijn die verschillen nu het gevolg van omgevingsfactoren, zoals zoutgebruik, of zijn ze erfelijk? Meestal spelen beide factoren mee, en in het onderzoek gaat het erom hoe groot de bijdrage van erfelijke factoren is.

## Tweelingen-onderzoeksdesign
Om vast te kunnen stellen of erfelijke aanleg een rol speelt bij gedrag en ziekte zijn tweelingen nodig, eeneiige tweelingen en twee-eiige tweelingen. Eeneiige tweelingen zijn als het ware genetische kopieën van elkaar, zij hebben precies hetzelfde erfelijke materiaal. Twee-eiige tweelingen, daarentegen, lijken genetisch gezien net zoveel op elkaar als gewone broers en zussen, zij hebben gemiddeld de helft van hun erfelijke materiaal gemeenschappelijk. Stel dat erfelijke aanleg van invloed is op roken. Dan zullen eeneiige tweelingen vaker allebei roken dan twee-eiige tweelingen. Eeneiige tweelingen hebben immers precies dezelfde erfelijke aanleg.

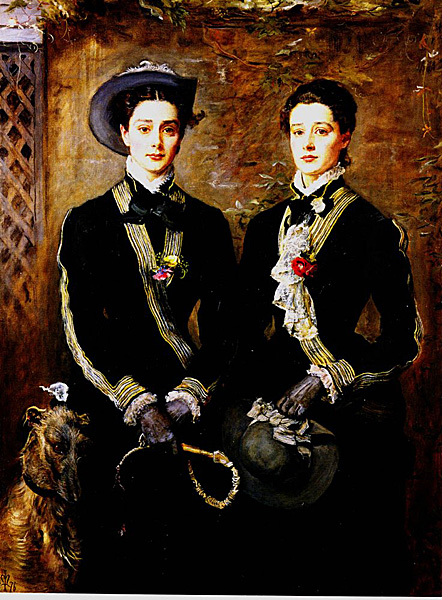
Een schilderij uit 1876 van de schilder John Everett Millais met als titel: "Twins, Grace and Kate Hoare"

In tweelingonderzoek wordt onderzocht in hoeverre tweelingen overeenkomen in een bepaalde eigenschap (of in vaktermen: er wordt gekeken naar de `binnen-paar´-overeenkomsten bij tweelingen). Dit onderzoek wordt gedaan bij zowel eeneiige als twee-eiige tweelingen. Vervolgens worden de resultaten van beide soorten tweelingen met elkaar vergeleken. Eeneiige (of monozygote) tweelingen ontstaan als een bevruchte eicel zich, door nog steeds onbekende oorzaken, in tweeën splitst vóór innesteling in de baarmoederwand. Dit soort tweelingen zijn genetisch identiek en zijn dus altijd van hetzelfde geslacht. Twee-eiige (of dizygote) tweelingen ontstaan na een dubbele eisprong bij de moeder en zijn genetisch gezien niet meer verwant dan gewone broers en zussen, dat wil zeggen dat ze gemiddeld 50% van hun genetisch materiaal gemeenschappelijk hebben. De eiigheid (zygositeit) van tweelingen kan betrouwbaar worden vastgesteld op grond van overeenkomsten in hun bloed of DNA, maar ook een schatting op grond van uiterlijke kenmerken geeft vaak (in ongeveer 95% van de gevallen) een goed resultaat. De resultaten van tweelingonderzoek bieden de mogelijkheid genetische invloeden op gedrag los te koppelen van de omgevingsinvloeden.
Als bijvoorbeeld de gemiddelde overeenkomst van een bepaalde eigenschap van beide leden van een twee-eiige tweeling hetzelfde is als bij de leden van een eeneiige tweeling, is deze binnen-paarovereenkomst volledig toe te schrijven aan omgevingsinvloeden. Dan heeft het feit dat de genetische overeenkomst in geval van eeneiige tweelingen 100% is en in geval van twee-eiige tweelingen 50% namelijk geen enkel verschil uitgemaakt. Indien de mate van binnen-paarovereenkomsten bij beide soorten tweelingen wel significant verschilt, is dit een indicatie dat dit verschil een gevolg is van de verschillen in de mate van overeenkomst in genetisch materiaal. De verschillen in de binnen-paarovereenkomsten bij beide soorten tweelingen geeft aldus een maat voor de erfelijkheid van een bepaalde eigenschap, de mate waarin een bepaalde eigenschap toegeschreven kan worden aan erfelijke aanleg.
De mate waarin omgevingsinvloeden een rol spelen bij het bezitten of ontwikkelen van een bepaalde eigenschap, kan bepaald worden aan de hand van de verschillen tussen 2 tweelingen van hetzelfde paar (binnen-paar) in die eigenschap bij eeneiige tweelingen. Eeneiige tweelingen zijn genetisch volledig identiek en groeien in hetzelfde gezin op. Verschillen in een eigenschap tussen eeneiige tweelingen zijn dus toe te schrijven aan unieke omgevingsinvloeden. Door de resultaten van het vergelijkende onderzoek en het onderzoek bij eeneiige tweelingen met elkaar te combineren, kan men komen tot een adequate schatting van de mate
waarin erfelijke aanleg en de omgeving van invloed zijn op het hebben van een bepaalde eigenschap.
In 2004 is het NTR begonnen met een grootschalige verzameling van biologische monsters in tweelingfamilies voor genetische studies naar gezondheid, leefgewoonten en persoonlijkheid. Na een korte pilotstudie (proefproject) werd besloten tot een 4-jarig project waaraan tweelingen en hun families werd gevraagd mee te doen. Dit NTR-project heeft als doel om fenotypische informatie te combineren met genotypische informatie. Er zijn verschillende belangrijke aspecten. Ten eerste het feit dat informatie wordt verzameld bij familieleden die biologisch aan elkaar zijn gerelateerd (ouders, kinderen, broers zussen, tweelingen) of familieleden die hetzelfde huishouden delen maar niet biologisch aan elkaar zijn gerelateerd (bijvoorbeeld aangetrouwde partners). Ten tweede is er veel informatie beschikbaar over monozygote tweelingen, wat waardevol kan zijn voor de studie van epigenetica en RNA-expressie.
Er is inmiddels informatie beschikbaar over het vetgehalte (cholesterol) in het bloed (lipid-profile), glucosemetabolisme, hematologie, C-reactieve-proteïneniveaus (CRP-niveaus), fibrinogeen, leverenzymen (gamma-glutamyltransferase, alanine-aminotransferase en aspartaat-aminotransferase) en creatinine. Verder is uit bloed ook DNA geïsoleerd en er is een zelfrapportage over fysieke gezondheid, gebruik van medicatie, rookgedrag en body-mass index gemeten. Dit project is een unieke combinatie van tweelingenonderzoek, biologische informatie en een langetermijnverzameling (longitudinale verzameling) van gegevens over gezondheid en maakt het mogelijk om op DNA- en RNA-expressie gebaseerd genetisch onderzoek te doen. Daarnaast is het mogelijk in de toekomst onderzoek te doen naar biologische processen als metabolisme en de expressie van bepaalde eiwitten.

## Recente wetenschappelijke bevindingen
Identieke tweelingen kunnen subtiele verschillen in hun DNA-sequenties hebben die samenhangen met verschillen in eigenschappen zoals bijvoorbeeld ADHD en daarmee een verklaring vormen voor het feit dat eeneiige tweelingen kunnen verschillen in eigenschappen die (sterk) erfelijk bepaald zijn. NTR-onderzoekers keken naar zogenaamde DNA-copy number variations (CNVs). Deze CNVs zijn stukjes DNA die een variabel aantal keren aanwezig zijn op een chromosoom en de werking van verschillende genen kunnen beïnvloeden. CNVs leveren daarmee een belangrijke bijdrage aan de genetische variatie. De onderzoekers bekeken of CNVs vaker voorkwamen bij kinderen met een aandachtsstoornis en of ze verschilden binnen eeneiige tweelingparen waarvan een van de twee kinderen een aandachtsstoornis had en het andere kind niet. Genetische analyses lieten op de chromosomen 4 en 17 verschillen zien binnen eeneiige tweelingparen. Bovendien hadden kinderen met een aandachtsstoornis gemiddeld grotere CNVs verspreid over het genoom. Deze bevindingen kunnen ons in de toekomst mogelijk in staat stellen om risico’s voor aandachtsproblemen bij kinderen vroegtijdig te identificeren.
ADHD komt vaker voor bij kinderen met een laag geboortegewicht. Onderzoek van het Nederlands Tweelingen Register laat zien dat dit verband waarschijnlijk wordt veroorzaakt door een direct effect van een laag geboortegewicht zelf en niet door andere omstandigheden. Er kunnen verschillende verklaringen zijn voor een verband tussen laag geboortegewicht en ADHD. Een verminderde groei in de baarmoeder kan direct een verhoogd risico op ADHD tot gevolg hebben, terwijl een alternatieve verklaring is dat het samen voorkomen van laag geboortegewicht en ADHD het gevolg is van een derde factor die zowel het lage geboortegewicht als het risico op ADHD beïnvloedt (bv. roken door de moeder tijdens de zwangerschap). Om te achterhalen wat de oorzaak is van het verband tussen ADHD en geboortegewicht werd gekeken naar tweelingparen waarbij de kinderen een verschillend geboortegewicht hebben. Zulke tweelingen delen omstandigheden als zwangerschapsduur, rookgedrag en alcoholgebruik van de moeder tijdens de zwangerschap en de gezinssituatie na de bevalling. Kinderen met een lager geboortegewicht dan hun tweelingbroer of -zus bleken meer ADHD-symptomen te vertonen. Dit maakt het waarschijnlijk dat het verband tussen laag geboortegewicht en ADHD wordt veroorzaakt door een direct effect van een slechte groei en niet door andere omstandigheden.
Hoewel er erg veel onderzoek wordt gedaan naar ADHD bij kinderen is er weinig bekend over ADHD bij volwassenen en vraagt men zich zelfs af of de aandoening wel bestaat bij volwassenen. Onderzoekers van het Nederlands Tweelingen Register analyseerden de gegevens van meer dan 12.000 volwassenen (tweelingen en hun gezinsleden) en ontdekten dat ADHD bij volwassenen voor ongeveer 30% genetisch bepaald is. Daarnaast vonden de onderzoekers dat volwassenen met ADHD vaker dan gemiddeld een partner hebben die ook ADHD heeft, waardoor de kans op het doorgeven van ADHD-genen aan hun nageslacht groter wordt. Wanneer ADHD bij verschillende generaties in dezelfde familie voorkomt is dit altijd door erfelijkheid overgedragen, concludeerden de onderzoekers. Zij vonden geen bewijs dat ADHD ook door imitatiegedrag of andere culturele factoren overgedragen wordt. Uit familieonderzoek, zoals het onderzoek dat wordt uitgevoerd met gegevens uit het NTR, kan worden opgemaakt dat eigenschappen (deels) genetisch bepaald zijn. Op dit moment leidt het onderzoek tot een beter inzicht in het vóórkomen van ADHD bij volwassenen (5 tot 7% van de bevolking) en tot een beter begrip van de oorzaken. De volgende stap zal zijn om de precieze genetische locatie van ADHD-eigenschappen te bepalen.
Het blijkt dat ivf-tweelingen het in de ontwikkeling net zo goed doen als natuurlijke tweelingen. In het onderzoek zijn de geboorte, groei, motorische- en gedragsontwikkeling van 1500 tweelingparen door ivf (in-vitrofertilisatie) vergeleken met tweelingen geboren na een spontane zwangerschap. Bestaande onderzoeken over de ontwikkeling van ivf-kinderen zijn vooral gericht op eenlingen. Een aanzienlijk deel van de ivf-behandelingen resulteert echter in een tweelingzwangerschap. Gezien het verhoogde risico op complicaties bij tweelingzwangerschappen, is het belangrijk om te onderzoeken hoe de ontwikkeling van twee- en meerlingen geboren na ivf verloopt. De onderzoekers vonden enkele verschillen: ivf-tweelingen werden vaker geboren na een keizersnede (36%) dan spontane tweelingen (27%). Ook zijn ivf-tweelingen na de geboorte iets lichter. De belangrijkste uitkomst van het onderzoek is echter dat de ontwikkeling van ivf-tweelingen hetzelfde is als die van ‘spontane’ tweelingen. De leeftijd waarop kinderen gaan kruipen, zitten en lopen is vergelijkbaar tussen de twee groepen. Ook de groei tot en met twaalfjarige leeftijd is hetzelfde. Zowel ouders als leerkrachten rapporteren niet meer gedrags- en emotionele problemen voor ivf-tweelingen dan voor de tweelingen in de natuurlijke groep.
Migraine blijkt voor een belangrijk deel erfelijk bepaald te zijn. De meest voorkomende soorten migraine zijn migraine met en migraine zonder aura. Hoewel deze traditioneel als twee verschillende aandoeningen worden gezien, laat NTR-onderzoek zien dat er geen duidelijk onderscheid is. De hoofdpijnsymptomen zijn bij beide groepen patiënten hetzelfde. Opmerkelijk genoeg gaat migraine vaak samen met angst en depressie. Migraine komt bij depressieve personen maar liefst twee keer zo vaak voor als bij niet-depressieve personen. De symptomen zijn bij beide groepen ongeveer hetzelfde, maar bij depressieve patiënten is de migraine vaak ernstiger van aard. Ook depressie is deels erfelijk bepaald. Uit het onderzoek met een- en twee-eiige tweelingen bleek dat migraine en depressie voor een deel beïnvloed worden door dezelfde genen. De onderzoekers vermoeden dat bij een bepaalde groep patiënten migraine kan optreden als ‘bijverschijnsel’ van een depressie. In moleculair onderzoek in samenwerking met IJsland en andere onderzoeksgroepen in Nederland (VU, VUmc, Erasmus MC, LUMC) werden aanwijzingen gevonden dat genen die bijdragen aan een zeldzame en ernstige vorm van migraine ook een rol kunnen spelen bij gewone migraine.

## Andere tweelingenregisters in Europa
Bron: Boomsma et al.
| Tweelingonderzoek                                                                             | Aantal tweelingen in het register | Onderzoeksterrein | Land       |
| --------------------------------------------------------------------------------------------- | --------------------------------- | --- | ---------- |
| East Flanders Prospective Twin Survey                                                         | 6.050                             | Epidemiologie, afwijkingen bij de geboorte, Barker hypothese                                                             | België     |
| The Danish Twin Registry                                                                      | 65.000                            | Leeftijdsgerelateerde gezondheid, metabolisme en hart- en vaatziekten                                                    | Denemarken |
| The Finnish Twin Cohort                                                                       | 15.000                            | Gezondheid, persoonlijkheid, middelenmisbruik                                                                            | Finland    |
| Berlin Twin Register                                                                          | >900                              | Complexe aandoeningen, farmacogenetica                                                                                   | Duitsland  |
| German Observational Study of Adult Twins and the Bielefeld Longitudinal Study of Adult Twins | 2.509                             | Longitudinale meting van temperament en persoonlijkheid.                                                                 | Duitsland  |
| Italian Twin Registry                                                                         | 120.000                           | Ouder worden, dementie, cardiovasculaire aandoeningen, MS, diabetes, astma                                               | Italië     |
| Register of Italian Twin Athletes                                                             | 4.719                             | Humane biologie en ontwikkeling, sport en hogeniveauprestaties.                                                          | Italië     |
| Twin Register of Rome                                                                         | 13.228                            | Lifestyle, ontwikkeling en ouder worden                                                                                  | Italië     |
| Norway Twin Registries                                                                        | >40.000                           | Psychische gezondheid, obesitas, astma, allergieën, gezondheidsgedrag                                                    | Noorwegen  |
| The NIPH Twin Panel                                                                           | 7.668                             | Psychische en lichamelijke gezondheid, obesitas, astma, allergieën, gezondheidsgedrag                                    | Noorwegen  |
| The Swedish Twin Registry                                                                     | 57.405                            | Kanker, hart- en vaatziekten, dementie, depressie, middelenmisbruik, cognitie, persoonlijkheid, ouder worden             | Zweden     |
| The Swedish Young Male Twins Study                                                            | 1.783                             | Risicofactoren voor metabolische en cardiovasculaire ziektes, obesitas en risicogedrag.                                  | Zweden     |
| St Thomas’ UK Adult Twin Registry                                                             | 10.000                            | Hart- en vaatziekten, metabolische aandoeningen, aandoeningen van het bewegingsapparaat, huidziekten                     | Engeland   |
| Study of growth before birth and adult health                                                 | 123                               | Risicofactoren voor coronair vaatlijden                                                                                  | Engeland   |
| Twins’ Early Development Study                                                                | 16.810                            | Longitudinale meting van verbale en non-verbale cognitieve ontwikkeling, taalontwikkeling, gedragsproblemen bij kinderen | Engeland   |
| Northern Region Multiple Pregnancy Register                                                   | 1.216                             | Het effect van een meerlingenzwangerschap, obstetrisch en pediatrisch management                                         | Engeland   |